# 수락고등학교
수락고등학교(水落高等學校)는 대한민국 서울특별시 노원구 상계동에 위치한 공립 고등학교이다.

## 학교 연혁
- 2001년 12월 31일 : 수락중·고등학교 병설 학교 설립 인가
- 2001년 12월 31일 : 수락중·고등학교 초대 이말영 교장 취임
- 2002년 3월 2일 : 제1회 입학식
- 2003년 6월 26일 : 교사 준공
- 2003년 11월 7일 : 이전·개교식
- 2005년 3월 2일 : 국악 연구학교 운영
- 2010년 3월 1일 : 자율형 공립고 전환
- 2014년 10월 20일 : 자율형 공립고 운영 재지정(2015.3~2020.2)
- 2022년 9월 1일 : 제7대 이선경 교장 취임
- 2023년 2월 9일 : 제19회 졸업식 (117명, 졸업생 누계 4,877명)
- 2023년 3월 2일 : 제22회 입학식 (186명)

## 참고 자료
- 수락고등학교 - 한국교육학술정보원 학교알리미